# ドーム (企業)
株式会社ドーム（英: DOME CORPORATION）はスポーツ関連事業を展開する日本の輸入製造販売会社。事業内容は各種スポーツ用品、スポーツサプリメントの製造・販売。アスリートへのパフォーマンスディレクション。
社名の由来は"Dedicated Organization Motivated to Excel"というフレーズの頭文字  であり、企業理念は「社会価値の創造」、行動基準は「現場主義」「自前主義」「世界連携主義」 である。

## 歴史

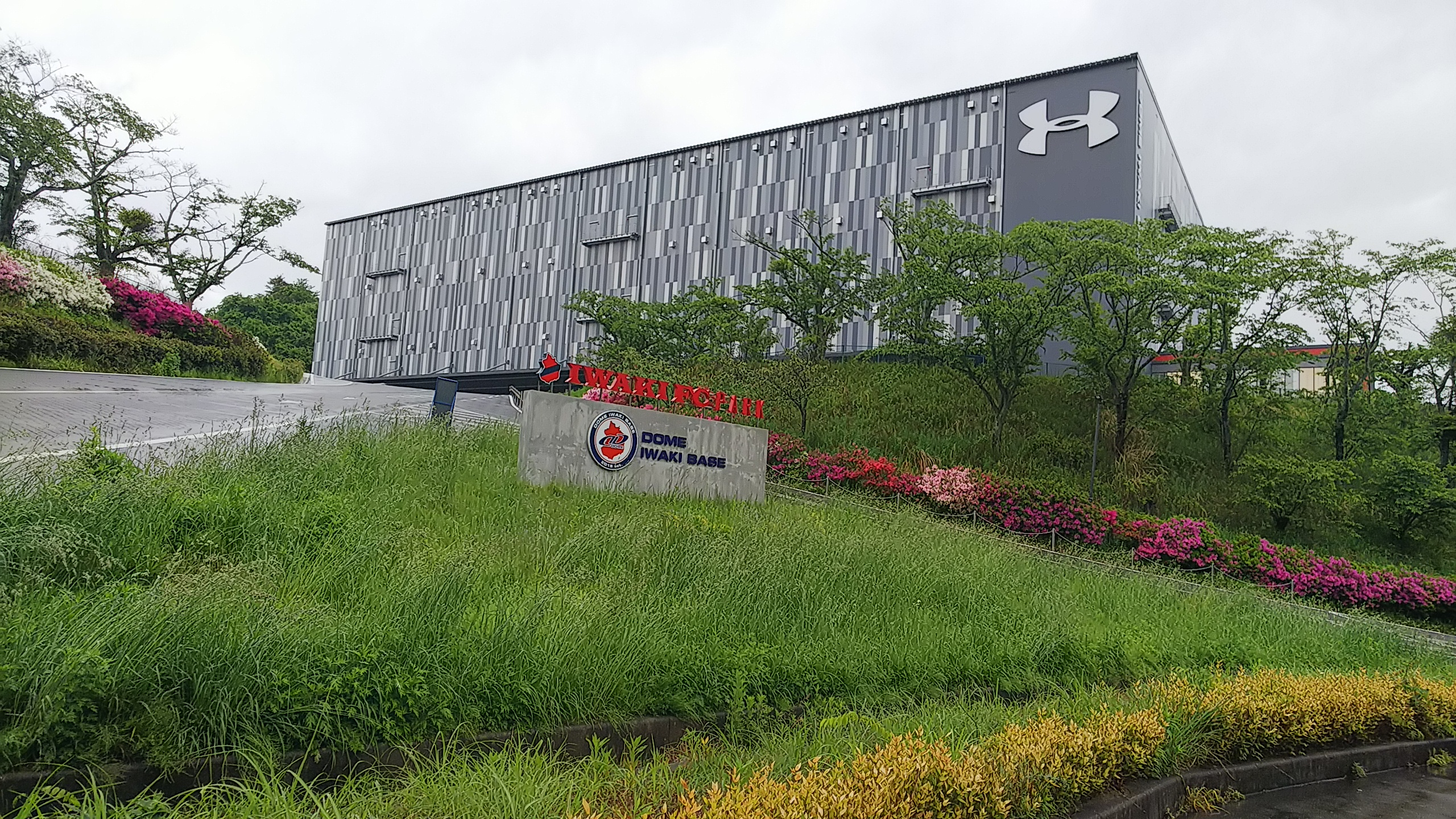
福島県いわき市にあるドームいわきベース

1996年
元アメリカンフットボール大学全日本代表チームのキャプテンの安田秀一がテーピングの輸入販売会社を設立。
1998年
米国のスポーツアパレル「アンダーアーマー」と契約を締結し日本総代理店となる。
2000年
DNS開発・販売
2003年
ドーム商品取扱店舗が1000店を超える。
2005年
「ドームスポーツサミット」（新商品展示受注会）年2回全国主要5都市での開催 。
男子プロゴルフツアー「アンダーアーマーKBCオーガスタ2005」の冠協賛 。
2006年
創業10周年 。アンダーアーマー初となる日本版TVコマーシャル。
2007年
サッカーJ1大宮アルディージャとのオフィシャルスポンサー契約を締結。アンダーアーマー(Under Armour)のインナーウェアの提供を開始。
2008年
DNSがスポーツサプリメント売上シェア第2位に成長。
トップアスリートをソフト面から支えるパフォーマンス開発機関「ドームアスリートハウス(DOME ATHLETE HOUSE 通称：DAH)」を開設。
2009年
J1大宮アルディージャのユニフォーム、トレーニングウェアなどすべてにアンダーアーマーが採用
アンダーアーマーが国内スポーツアパレルの売り上げTOP10に入るまで成長。
12月、関連団体である一般財団法人日本スポーツ振興会が主催し、ドームが特別協賛する、「第1回アンダーアーマーカップ イン クマガヤ」が開催。
2010年
6月5日、日本初となるアンダーアーマーの直営店「アンダーアーマー クラブハウス 天王洲」をオープン。
関連団体である一般財団法人日本スポーツ振興会が後の主催となる、「アンダーアーマーカップ第1回全国小学生硬式野球交流大会」に特別協賛。この大会は日本国内の5つの小学生硬式野球リーグに　参加する約200チームの代表が、リーグ間の垣根を越えて日本一を競う唯一の大会である。
2011年
東日本大震災復興チャリティーTシャツを企画、販売。売上げの全てを被災地の復興支援に寄付しました。
7月2日には関西地域初となる、アンダーアーマーの直営第2号店「アンダーアーマー クラブハウス 大阪堀江」をオープン。
韓国（ソウル）、中国（香港）に事業拠点を立ち上げ。
2012年
「FISフリースタイルスキーワールドカップ（モーグルW 杯）苗場大会」に初めて特別協賛。
DNSからゼリータイプの新商品「DNSパワーゼリー」を発売。コンビニエンスストアで初展開すると同時に、DNSでは初となるTVCMを放映。
2013年
DNS CAFE中野オープン。
アンダーアーマーがバスケットボール男女日本代表のオフィシャルサプライヤーとなる。
公益財団法人日本オリンピック委員会（JOC）のスポーツ用品カテゴリーのオフィシャルパートナーとして、2013年より活動開始。
2014年
沖縄県初のプロスポーツチームである日本プロバスケットボールリーグ（TKbjリーグ）の琉球ゴールデンキングスと10年間のパートナーシップ契約を結ぶ。
「第一回 SPJ ジャパンコーチズアワード 2014」（主催：日本スポーツ振興会）へ特別協賛するとともに、運営サポートを行う。
日本での人気も高い「JALホノルルマラソン」に"オフィシャル・ランニング・パートナー"として参画。
12月、読売ジャイアンツとの5年間のパートナーシップ契約を締結。
2015年
「アンダーアーマーブランドハウス心斎橋」オープン。
10月、本社を、品川区東品川2-2-20天王洲郵船ビルから、「有明ヘッドクォーター（有明HQ）」と称し江東区有明に移転した。
12月、「株式会社いわきスポーツクラブ」を設立し、いわきFCの運営権をいわきスポーツクラブから譲渡される。
2016年
春、福島県いわき市に物流センター「ドームいわきベース」が完成。震災復興・地域活性化、街づくりというテーマも掲げ、センター敷地内のグラウンド施設でのスポーツイベントの実施も検討している。
関東学院×アンダーアーマー（株式会社ドーム） パートナーシップ契約締結。
筑波大学×アンダーアーマー（株式会社ドーム） 包括的パートナーシップ協定を締結。
2017年
近畿大学×アンダーアーマー パートナーシップ締結。
アンダーアーマー契約選手で米国NBAの2014-15シーズン MVP&ワールドチャンピオンのステフィン・カリー選手がアジアツアー「UA Roadshow featuring Stephen Curry」のため来日。U-18世代の日本代表選手を対象にバスケクリニックを開催。
7月、CEOの安田秀一が筑波大学アスレチックデパートメント（AD）設置準備室トップに就任。同時に同大客員教授に就任。
2020年
6月、メディカル事業をドームメディカルを設立の上で分社化し、船⼤忠へ譲渡。
8月、スポーツニュートリション事業（DNS事業）を会社分割（簡易吸収分割）により日本産業推進機構グループが投資事業有限責任組合などの出資よって設立されたDNSへ事業譲渡（なお、DNSが行っていた同事業は2024年11月に第一三共ヘルスケアへ再譲渡される）。
2021年
ドームアスリートハウス事業を会社分割によって設立されたDAHへ継承した上で、発行済株式の86%をJFLAホールディングスへ譲渡。
2022年
発行済み株式の過半数（Under Armour Inc.保有分を除く既存株式）を伊藤忠商事が取得し、同社の連結子会社となることを公表。
2023年
株式会社いわきスポーツクラブの全株式を譲渡するとともに、5年間のスポンサー契約を締結。

## 事業内容
2024年11月現在
- スポーツプロダクト事業（アンダーアーマー）

## 契約
2017年7月現在。

### パートナーシップ契約
- 琉球ゴールデンキングス（2014年10月締結[36]）
- 読売ジャイアンツ（2015年1月1日から2019年12月31日まで5年間）[37]
- 熊本ヴォルターズ
- 宇都宮ブレックス
- 千葉ジェッツふなばし
- 福島ファイヤーボンズ
- 大阪エヴェッサ
- 学校法人関東学院[38]
- 延岡学園高等学校[39]
- 開志国際高等学校[40]
- 国立大学法人　筑波大学[24]
- 近畿大学[41]

### 契約している著名人
- 野球
  - 阿部慎之助
  - 松田宣浩
  - 柳田悠岐
  - 今宮健太
  - 福留孝介
  - 糸井嘉男
  - 金子千尋
  - 吉田正尚
  - 石川駿
- ゴルフ
  - 金庚泰
  - 松村道央
  - 横尾要
  - 馬場ゆかり
  - 一ノ瀬優希
- ソフトボール
  - 上野由岐子
- バスケットボール
  - 辻直人
  - 岸本隆一
- 格闘技
  - 岡見勇信（総合格闘技）
  - 高野人母美（ボクシング）

- アソシエーションフットボール
  - 鈴木大輔
  - 木下康介
  - 宇津木瑠美
- ラグビーフットボール
  - 山田章仁
  - 木津武士
  - 立川理道
- アメリカンフットボール
  - 栗原嵩
- スキー
  - 皆川賢太郎（プロスキー）
  - 竹内智香（スノーボードアルペン）
  - 清澤恵美子（アルペンスキー）
  - 新田祐大（自転車競技）
- その他
  - 原綾子（モデル）
  - ケリー（モデル）
  - 長澤まさみ（女優）
  - 山本玲（アニメキャラクター、戦術科航空隊）[42]

### 契約チーム
- サッカー
  - いわきFC[注 1]
  - いわきFCガールズ[注 1]
  - 大宮アルディージャ
  - いわてグルージャ盛岡[43]
- バスケットボール
  - 宇都宮ブレックス
  - 群馬クレインサンダーズ
  - 千葉ジェッツふなばし
  - 琉球ゴールデンキングス
  - 福島ファイヤーボンズ
  - 熊本ヴォルターズ[44]
  - 東京ユナイテッドバスケットボールクラブ
  - 福井ブローウィンズ
  - 三菱電機コアラーズ
  - 東京羽田ヴィッキーズ
- ラグビー
  - パナソニック ワイルドナイツ
  - 帝京大学

#### 過去の契約チーム
- 野球
  - 読売ジャイアンツ
- サッカー
  - ラインメール青森FC
- バスケットボール
  - バスケットボール男子日本代表
  - 秋田ノーザンハピネッツ
  - 大阪エヴェッサ

### サポートチーム
- フットボール
  - 東京ユナイテッドFC
  - 慶應義塾大学
  - 秋田商業高等学校
  - 聖光学院高等学校
  - 創造学園高等学校
  - 長崎日本大学高等学校
  - 鹿児島城西高等学校
  - 明秀学園日立高等学校
  - 宜野湾高等学校
  - 湘南高等学校
  - 慶應義塾高等学校
  - 十文字高等学校
- アメリカンフットボール
  - 法政大学
  - 関西学院大学
  - 京都大学
  - 慶應義塾大学
  - 東京大学
  - 立教大学
- ラクロス
  - 慶應義塾大学（男子・女子）
  - 東海大学

- ソフトボール
  - 大阪国際大学
  - 厚木商業高等学校
- ラグビー
  - 法政大学
  - 関東学院大学
  - 東福岡高等学校
- バスケットボール
  - 延岡学園高等学校
  - 正智深谷高等学校
  - 東京女子体育大学
  - 精華女子高等学校
- チアリーディング
  - 東京ガールズ